# Conus antoniaensis
Conus antoniaensis é uma espécie de caracol marinho, um molusco gastrópode marinho na família Conidae. O tamanho da concha varia entre 11 mm à 30 mm. Estes animais são predatórios e venenosos. São capazes de "perseguir" humanos. Podem ser encontradas em Cabo Verde.